# Wakametang
Wakametang eller blot wakame (Undaria pinnatifida) er en brunalge i ordenen bladtang. Arten er spiselig og dyrkes. Den stammer fra Østasien, men er nu udbredt som invasiv art mange steder i verden.
Wakametang har 1-2 meter lange blade med en flad stilk som fortsætter som bladets markante midtribbe. Bladene er flade og uregelmæssige fligede. På stilkene nedenfor bladene er der fligede sporofyller med sporangier som snor sig om stilken. Sporerne udvikler sig til en haploid fase med mikroskopiske tråde som har kønnet formering.
Wakametang er naturligt hjemmehørende i tempererede kystområder i Japan, Korea, Kina og Rusland, men har etableret sig i tempererede områder rundt om i verden, herunder New Zealand, USA, Belgien, Frankrig, Storbritannien, Spanien, Italien, Argentina, Australien og Mexico. Tangen er på listen over 100 af verdens værste invasive arter som er lavet af Invasive Species Specialist Group (ISSG) under International Union for Conservation of Nature (IUCN).

## Dyrkning
Wakametang dytŕkes i stor stil i Kina, Japan og Korea. I Kina dyrkes tangen især i provinserne Liaoning og Shandong. De kraftig midtribber spises i Kina, mens sporofyller og blade eksporteres til Japan og andre lande. I Japan toppede produktionen med over 150.000 tons i 1974, men siden faldet til under 100.000 tons om året. 90 % af den japanske produktion er i Sanriku og Tokushima-præfekturet. I Sydkorea dyrkes årligt fra 200.000 til 400.000 tons. Wakame dyrkes også i mindre mængder i New Zealand, Frankrig og Spanien.